# Сутра ујутру (филм)
Сутра ујутру је српски филм из 2006. године који је режирао Олег Новковић. Сценарио за филм је писала Милена Марковић.
Филм је 2006. године био српски кандидат за награду Оскар за најбољи филм ван енглеског говорног подручја.

## Радња
Ова Љубавна драма говори о дубокој страсти, сензуалности, нежности, љубомори, посесивности, љубавној издаји – сукобу ирационалног и рационалног. После 12 година проведених у иностранству, главни јунак се враћа у родни град, где се поново сусреће са старом љубави, пријатељима и родитељима. Они проводе четири дана заједно и после тога ништа више неће бити исто у њиховим животима. Сви имају потребу да врате време, зауставе тренутак радости и заједништва, време великих очекивања, моменат који се деси и више никад се не врати. Прича говори о поновном проналажењу себе.

## Улоге
| Глумац             | Улога             |
| ------------------ | ----------------- |
| Уликс Фехмију      | Неле              |
| Нада Шаргин        | Сале              |
| Небојша Глоговац   | Маре              |
| Лазар Ристовски    | Здравко           |
| Љубомир Бандовић   | Буре              |
| Радмила Томовић    | Цеца              |
| Даница Ристовски   | Зора              |
| Ана Марковић       | Маја              |
| Милош Влалукин     | Сима              |
| Јелена Ђокић       | радница у пекари  |
| Бранко Цвејић      | чика Сава         |
| Рената Улмански    | комшиница         |
| Небојша Илић       | таксиста          |
| Елизабета Ђоревска | медицинска сестра |

## Награде
- Врњачка Бања: Друга награда за сценарио.[3][4]
- На фестивалу у Карловим Варима где је имао и светску премијеру, филм је освојио другу награду – „East of the west award/special mention“.[3][5]
- Филм је добио статуету Слободе за најбољи филм на фестивалу у Сопоту.[3]
- Филм је освојио Златну мимозу за најбољи филм на фестивалу у Херцег Новом, за најбољу женску улогу – Нада Шаргин, најбољу монтажу – Лазар Предојев и најбољу музику – Мирослав Митрашиновић.[3][6]
- Олег Новковић је добио Награду града Београда за филм и радио-телевизијско стваралаштво 2006.

## Фестивали
- Поред домаћих фестивала, филм је имао учешће на многобројним престижним међународним фестивалима у Монтреалу, Александрији, Копенхагену, Хаифи, Торину, Талину, Њујорку, Монпелијеу, Фландерс фестивалу у Генту, Солуну, Женеви, Маракешу, Локарну, Лондонском фестивалу, те фестивалима у Ротердаму и Лос Анђелесу.[3]